# Paloma Woolrich
Paloma Woolrich Rabinovich (22 de febrero de 1953), conocida artísticamente como Paloma Woolrich, es una primera actriz mexicana de teatro, televisión y cine. Debutó en la escena teatral en 1968 en un montaje de tres cuentos de autores latinoamericanos dirigidos por Julio Castillo en la Olimpiada Cultural. A lo largo de su carrera ha participado en más de cincuenta obras teatrales y numerosas telenovelas.

## Biografía
Paloma Woolrich nació en Ciudad de México el 22 de febrero de 1953. Creció rodeada de una familia dedicada al ambiente artístico. Es hija de la pintora Fanny Rabel, hermana del actor Abel Woolrich, sobrina de la crítica teatral, novelista y escritora Malkah Rabell y bisnieta de actores judíos dedicados a recorrer países como Polonia, Rusia y Francia con su teatro trashumante.

## Trayectoria profesional
Paloma ha sido parte de la historia de teatro más importante en México. Ha trabajado bajo la dirección de Abraham Oceransky en puestas como: Simio y Deux Machina. Trabajó en Salón Calavera de Alejandro Aura; Ciudad sin sueño de José Ramón Enríquez y  Minotastás,  de Hugo Hiriart .
Durante muchos años Paloma formó parte del grupo Sombras Blancas, bajo la dirección de Julio Castillo, junto con Jesusa Rodríguez, Francis Laboriel, Isabel Benet y Glennys MacQueen; en producciones como Arde Pinocho y Vacío. Más adelante, participó con la compañía Divas A.C. fundada por Jesusa Rodríguez, en obras como Atracciones Fénix, Concilio de amor y Yourcenar o cada quien su Margueritte.

En los últimos años, destaca en su papel de Vivian Bearing en la puesta en escena Wit, despertar a la vida, dirigida por Diego del Río. Destacable también su trabajo en Reina, una adaptación del Rey Lear por el grupo Los Colochos Teatro. 
“Reina” es un portentoso trabajo en pretensión y artificio por parte de Paloma Woolrich quien desarrolla una actriz al borde del ridículo durante gran parte del montaje, para mostrarse real, fracturada y vulnerable en momentos clave de la narrativa. Es a partir de esta dicotomía de pretensión y realismo que Woolrich despliega todas sus dotes como histrión para crear a una mujer que se niega a dejar ir sus glorias pasadas. 
Además de su trabajo en teatro, Paloma ha sabido combinar su carrera con cine y televisión, con una trayectoria que supera los 60 créditos. Sus primeras apariciones en el cine mexicano fueron México, México, ra ra ra (1976) y Alucarda en 1977. Así mismo, en 1983 interpretó a su propia madre Fanny Rabel, quien fuera alumna de Frida Kahlo, en la película  Frida naturaleza viva de Paul Leduc. 
En cuanto a su participación en telenovelas, programas unitarios y series, no se queda atrás. Una de sus participaciones más destacadas ha sido en su personaje de Consuelo, hermana de María Inés la protagonista de Mirada de Mujer. Destaca también su participación en Paquita la del barrio como Doña Engracia y lo más reciente, en Belascoarán (2022) como Amada Luna. Sus papeles van desde amas de casa, pasando por psicoterapeutas, forenses o profesoras. Ha interpretado mujeres frágiles y fuertes, malencaradas y dulces. Ha hecho drama, terror, suspenso y comedia, lo que demuestra su enorme versatilidad. 
Destacan en su haber, la participación en los cortometrajes La Mina de Oro, de Jacques Bonnavent y Vivir toda la vida,  de Marlén Ríos-Farjat ganadora de premios cono Shorts México.
Su entrega a grupos y compañías independientes siempre ha sido su marca, aunque en este momento es notoria su proyección individual con directores y directoras de teatro de enorme importancia. Igualmente, siempre se ha destacado por su desinteresada colaboración en cortometrajes de estudiantes de cine.
Wit, despertar a la vida (2017)
Dirigida por Diego del Río.

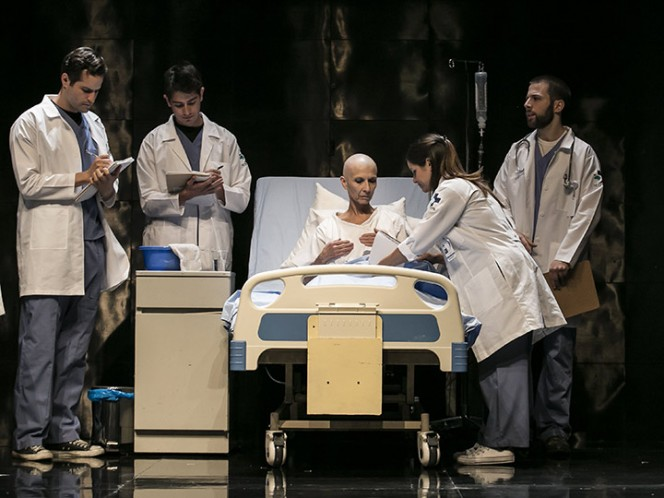
Paloma Woolrich en 'Wit, despertar a la vida' (2017)

La obra, basada en el texto ganador del Premio Pulitzer 1999, fue escrita por la estadounidense Margaret Edson. En ella, Woolrich le da vida a Vivian Bearing, una profesora de literatura inglesa, cuya vida da un giro al ser diagnosticada con cáncer de ovario en fase de metástasis. Ante esta situación, la protagonista decide someterse a un tratamiento experimental de ocho ciclos de quimioterapia. La obra muestra un viaje de redescubrimiento personal a través de la protagonista, una mujer erudita y severa que confía en el poder que le confieren las letras y cómo, todo se reduce a nada ante el cáncer y su fragilidad.
Con esta obra, Paloma pretendía rendir homenaje a personas allegadas a su corazón, “Es un homenaje para mi novio Jaime Katzew, que falleció de cáncer de páncreas hace 14 meses, un homenaje y un recuerdo a mi hermano que falleció de lo mismo hace nueve años, mi papá fue médico urólogo oncólogo, estoy homenajeando a gente que no conozco y a la que conozco y amo, me estoy poniendo en esos zapatos lo más que puedo, actoralmente hablando; me parece que es una gran batalla que se da por la vida, aunque te mueras”, explicó Paloma .
A fin de representar esta obra, Paloma hubo de mimetizarse con el personaje y con el fin de aportar verosimilitud, cortó su cabellera, comenzó a tomar una posición corporal encorvada y cambió el sonido de su voz; luciendo muy diferente a como es ella en realidad.

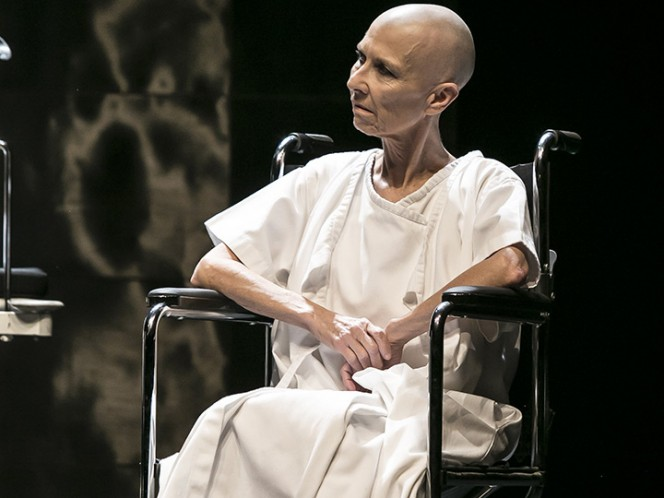
Paloma Woolrich en 'Wit, despertar a la vida' (2017)

A lo largo de todo este proceso, también decidió visitar el Instituto Nacional de Cancerología,junto con algunos compañeros del elenco de la obra,  donde compartieron conversaciones y experiencias con pacientes del centro.
En este camino, Bearing se cruza con el doctor Óscar Kesnel, recreado por Fernando Becerril, quien también interpreta al señor Bearing, padre de la mujer; con la profesora Emma Alexander interpretada por Concepción Márquez; con el doctor Alan Dresser, llevado a la vida por Luis Arrieta y con la enfermera Susie Monge interpretada por la actriz Marisa Rubio.
La historia de Wit tuvo su versión para la televisión en 2001, dirigida por Mike Nichols y protagonizada por Emma Thomson.
En 2016, Woolrich fue galardonada con el premio a mejor actriz de teatro de parte de la Asociación de Críticos y Periodistas Teatrales de México por su interpretación en esta obra.

## Teatro
- Simio
- Deux Machina, (1976) Antígona
- Arde Pinocho
- Vacío
- Minotastás
- El Contrario Luzbel, Pecado
- Salón Calavera
- Ciudad sin Sueño
- Atracciones Fénix (1986), Arpía y Dromedario
- Concilio de amor (1987), La Virgen
- Margueritte o cada quién su Yourcenar (1989), Ariadna
- Príncipe y Príncipe (2009), La Reina[14]
- El chico de la última fila (2015)
- Wit: Despertar a la vida (2015) Vivian Bearing[12]
- Sonámbulos (2016) Cristina
- Pasión (2016)
- El juego de la silla (2017)
- El Otro (2018)[15]
- Hedda Gabler (2019)[16]
- Reina, (2022) Reina

## Televisión
- Belascoarán (2023) Amada Luna
- El Refugio (2022) Sara
- La muchacha que limpia (2022)
- El último rey (2022) María del Refugio «Cuquita» Abarca Villaseñor
- Todo va a estar bien (2020) Minerva
- La casa de las flores (2019) Sra. Olvera
- Diablo Guardián (2018) Mamita
- Paquita la del Barrio (2017) Engracia
- Un día cualquiera (2016) Josefina (episodio Desorden de identidad de la integridad corporal)
- Dios Inc. (2016) Sor Cleofas
- Así en el barrio como en el cielo (2015) Jacinta López Mendizábal
- Kipatla, temporada 1 (2012) Tía Balbina Astudillo
- Paramédicos (2012) Dra. Yolanda Castelo
- Lucho en familia (2011) Carmen
- La Loba (2010) Manuela
- Capadocia (2010)
- La hija del mariachi (2006) Gabriela Galván de Sánchez-Gallardo
- Mirada de mujer, el regreso (2003) Consuelo
- Amores querer con alevosía (2001)  Belinda de Morales
- Lo que callamos las mujeres (2001)  Arcelia (episodio Prefiero una mentira)
- Yacaranday (1999) Catalina
- Perla (1998) Eugenia Martínez
- Mirada de mujer (1997) Consuelo
- Gente Bien (1997) Irma
- Las secretas intenciones (1992) Margarita
- Yo no creo en los hombres(1991)  Ángeles

## Cine
- Vivir toda la vida (2022) Susana
- Efímera (2021) Carmen
- Los minutos negros (2021) Dra. Ridaura
- Yo Fausto (2021) Cristina
- Duelo (2020)
- Laif (2020) Mamá de Laif
- Todo lo invisible (2020) Inés
- Ayúdame a pasar la noche (2017) Sarita
- La castración (2011) mamá
- La mina de oro (2010) Betina
- El deseo (2008) Ana
- Santos peregrinos (2004) Chole
- Morirse está en hebreo(2007) Ruth

## Distinciones
- Premio Shorts México a la mejor actriz por el cortometraje Vivir toda la vida (2022) de Marlén Ríos Farjat[17]
- Premio de la ACPTC de México a la mejor actriz de teatro por Wit: Despertar a la vida (2016)[13]
- Premio de Mejor Actriz en el Festival Pantalla de Cristal (2010)[1]
- Premio Ariel a mejor coactuación femenina por Santos peregrinos (2005)